# 伊斯梅爾科蒂納斯
33°57′40″S 57°5′19″W / 33.96111°S 57.08861°W
伊斯梅爾科蒂納斯（西班牙語：Ismael Cortinas），是烏拉圭的城鎮，位於該國西南部，由弗洛雷斯省負責管轄，始建於1950年10月18日，該地區有豐富的花崗岩資源，海拔高度163米，2011年人口918。